# Benni Dernhoff
Benni Dernhoff (* 2. März 1983 in Hamburg) ist ein deutscher Musikproduzent, Komponist und Texter.

## Leben
Benni Dernhoff begann zu Schulzeiten als Gitarrist und Beatproduzent in verschiedenen Rock- und Hiphop-Bands aktiv zu sein.
2003 begann er in den Hamburger „H.O.M.E.-Studios“ für den Produzenten Franz Plasa (u. a. Selig, Echt) zu arbeiten. 2007 eröffnete Benni Dernhoff sein eigenes Studio im Hamburger Schanzenviertel. Er arbeitete als Produzent, Songwriter oder Mixer für Künstler wie Johannes Oerding (Kreativpartner von Dernhoff), Udo Lindenberg, Namika, Peter Maffay, Revolverheld, Ina Müller, Ilse DeLange oder Die Fantastischen Vier. Dernhoff war außerdem für die Casting-Shows The Voice of Germany und X Factor (Deutschland) als Side- bzw. Band-Coach tätig.
Neben seinen aktiven musikalischen Tätigkeiten studierte Benjamin Dernhoff Systematische und Historische Musikwissenschaften an der Universität Hamburg.

## Diskografie (Auszug)
| Jahr | Künstler / Titel                                                                        | (Co-)Songwriter / (Co-)Produzent / Mixer | Anm.                              |
| ---- | --------------------------------------------------------------------------------------- | ---------------------------------------- | --------------------------------- |
| 2007 | David Nicoll: The Side Album (Album)                                                    | S, P, M                                  |                                   |
| 2008 | Patrick Nuo: Forever Good (Single)                                                      | S                                        |                                   |
| 2008 | Graziella Schazad: Graziella Schazad (EP)                                               | P, M                                     |                                   |
| 2008 | Tiffany Martin: Wonderwoman (Single)                                                    | S, P                                     |                                   |
| 2009 | Marshall & Alexander: Freunde (Single)                                                  | S                                        |                                   |
| 2009 | Katie Lunette: My Friend (Single)                                                       | S                                        |                                   |
| 2010 | Paul Cless: Wake Up Call (EP)                                                           | S, P, M                                  |                                   |
| 2010 | Doris Decker: Peter Is Gone (Single)                                                    | S, P, M                                  |                                   |
| 2010 | Doris Decker: Pictures By Picasso (Album)                                               | S, P, M                                  |                                   |
| 2010 | Graziella Schazad: My Enemy (Albumtrack+B-Seite)                                        | P                                        |                                   |
| 2012 | Lindiwe Suttle: Man-Made Moon (Single)                                                  | S, P, M                                  |                                   |
| 2012 | KRIS feat. Dante Thomas: Diese Tage (Single)                                            | P                                        | Gold                              |
| 2012 | KRIS: Immer Wenn Ich Das Hier Hör (Album)                                               | P                                        |                                   |
| 2012 | KRIS: Meine Wohnung Ist Ein Klub (Live-Video)                                           | M                                        |                                   |
| 2012 | Revolverheld: Ich Werde Nie Erwachsen (Live-Video)                                      | M                                        |                                   |
| 2013 | Nico Suave feat. Nima: Don't Go (Free Track)                                            | M                                        |                                   |
| 2013 | Johannes Strate: The New York EP (EP)                                                   | M                                        |                                   |
| 2013 | KRIS: Geflasht (Single)                                                                 | P                                        |                                   |
| 2013 | Fayzen: Süden (Albumtrack)                                                              | S                                        |                                   |
| 2013 | KRIS: KRIS Sagt Danke EP (EP)                                                           | P, M                                     |                                   |
| 2013 | Kenay: Der Sonne Entgegen (Akustikversion)                                              | S, P, M                                  |                                   |
| 2014 | Revolverheld: Live @ BremenVier (Radiokonzert)                                          | M                                        |                                   |
| 2014 | Revolverheld: Ich Lass Für Dich Das Licht An (Single, Akustikversion)                   | M                                        | Platin                            |
| 2014 | I-Fire: Zwischen Frühling Und Herbst (Single)                                           | S, P, M                                  |                                   |
| 2014 | Daniel Bertram: Die Welt Lag Uns Zu Füßen (Single)                                      | P, M                                     |                                   |
| 2014 | Julian Sengelmann: Feier Dich Selbst (Single)                                           | S, P                                     |                                   |
| 2014 | Nico Suave feat. Flo Mega: Gedicht (Single)                                             | S                                        |                                   |
| 2014 | Johannes Strate & Eckart Strate: Der Kuckuck Und Der Esel (Giraffenaffen 3)             | P, M                                     | Gold                              |
| 2014 | Stephan Bindella: Say (Albumtrack)                                                      | P, M                                     |                                   |
| 2014 | Revolverheld: Immer In Bewegung (Re-&Tour-Edition) (Album)                              | EDIT                                     | ×3Dreifachgold                    |
| 2014 | Stephan Bindella: Closer To Truth (Single)                                              | P, M                                     |                                   |
| 2014 | Julian Sengelmann: Ich Bring Dich Nach Haus (Single)                                    | S, P, M                                  |                                   |
| 2014 | Revolverheld: Keiner Nehmen (Single, Akustikversion)                                    | M                                        | Gold                              |
| 2015 | Nico Suave: Die Art (Albumtrack)                                                        | S                                        |                                   |
| 2015 | Nico Suave: Kaos (Albumtrack)                                                           | M                                        |                                   |
| 2015 | Revolverheld: Bis Zum Letzten Moment (B-Seite)                                          | M                                        |                                   |
| 2015 | Revolverheld: Deine Nähe Tut Mir Weh (Single, Akustikversion)                           | M                                        |                                   |
| 2015 | Emma Longard: I Can't Handle Love (Single)                                              | P, M                                     |                                   |
| 2015 | Emma Longard: A Million Pieces (Album)                                                  | P, M                                     |                                   |
| 2015 | Eveline Hall: Drive Me Down (Single)                                                    | S                                        |                                   |
| 2015 | Namika: Herzrasen (Albumtrack)                                                          | S                                        | Gold (Album: „Nador“)             |
| 2015 | Namika: Stoptaste (Albumtrack)                                                          | S                                        | Gold (Album: „Nador“)             |
| 2015 | Revolverheld feat. Rea Garvey: Keiner Nehmen (MTV Vorabtrack)                           | EDIT                                     |                                   |
| 2015 | Revolverheld: MTV Unplugged (Album)                                                     | EDIT                                     | Platin                            |
| 2015 | Alexander Klaws: Nur Liebe (Albumtrack)                                                 | S, P, M                                  |                                   |
| 2015 | Alexander Klaws: Nur Liebe (Akustikversion)                                             | S, P, M                                  |                                   |
| 2015 | Johannes Oerding: Alles Brennt – Live In Hamburg (Re-Edition & DVD)                     | EDIT                                     | ×3Dreifachgold                    |
| 2015 | Alexander Knappe: Viel Zu Lange Her (Single)                                            | S, P                                     |                                   |
| 2015 | Johannes Oerding: Heimat (Live-Single)                                                  | EDIT                                     |                                   |
| 2016 | Alexander Klaws: Nur Liebe (Single)                                                     | S, P, M                                  |                                   |
| 2016 | Kenay: Spotify Sessions (EP)                                                            | M                                        |                                   |
| 2016 | Emily Roberts: Toothbrushes (Albumtrack)                                                | S                                        |                                   |
| 2016 | Emily Roberts: Put It On The Table (Albumtrack)                                         | S                                        |                                   |
| 2016 | Kenay: Der Sonne Entgegen (Albumtrack)                                                  | S, P                                     |                                   |
| 2016 | Kenay: Für Immer Eins (Albumtrack)                                                      | S                                        |                                   |
| 2016 | Kenay feat. Xavier Naidoo: Endlich Angekommen (Albumtrack)                              | S, P                                     |                                   |
| 2016 | Kenay: Violett (Single)                                                                 | S, P                                     |                                   |
| 2016 | Schmidt: Wach Auf (Single)                                                              | S, P, M                                  |                                   |
| 2016 | Tonbandgerät: Eine Insel Mit Zwei Bergen (Giraffenaffen 5)                              | P, M                                     |                                   |
| 2017 | Jeden Tag Silvester: Später Drüber Lachen (Albumtrack)                                  | S                                        |                                   |
| 2017 | Jeden Tag Silvester: Geisterjägerstadt (Single)                                         | S                                        |                                   |
| 2017 | Julian Sengelmann: 13 (Album)                                                           | S, P                                     |                                   |
| 2017 | Disarstar: Geteiltes Leid (Albumtrack)                                                  | S                                        |                                   |
| 2017 | Johannes Oerding: Kreise (Album)                                                        | S                                        | Platin                            |
| 2017 | Julian Sengelmann: Zeit Für Konfetti (Single)                                           | S, P                                     |                                   |
| 2017 | Maria Voskania: Tag Für Tag (Albumtrack)                                                | S                                        |                                   |
| 2017 | Fayzen: Mondverlassen (Albumtrack)                                                      | S                                        |                                   |
| 2017 | Fayzen: Baumwall (Albumtrack)                                                           | S                                        |                                   |
| 2017 | Fayzen: Freunde (Radio Edit)                                                            | P, M                                     |                                   |
| 2017 | Johannes Oerding: Die Zeit Nach Der Zeit Danach (Albumtrack)                            | S                                        |                                   |
| 2017 | Johannes Oerding: Freier Fall (Albumtrack)                                              | S                                        |                                   |
| 2017 | Johannes Oerding: So Schön (Albumtrack)                                                 | S, P                                     |                                   |
| 2017 | Johannes Oerding: Tetris (Albumtrack)                                                   | S                                        |                                   |
| 2017 | Moritz Garth: Blick Nach Vorn (Single)                                                  | S                                        |                                   |
| 2017 | Estikay: Mac & Cheese (Single)                                                          | M                                        |                                   |
| 2017 | Johannes Oerding: Hundert Leben (Single)                                                | S, P                                     |                                   |
| 2017 | Peter Maffay feat. Johannes Oerding: So Schön (Albumtrack)                              | S                                        | Platin (Album: „MTV Unplugged“)   |
| 2018 | Ku’damm 59 (Soundtrack): Trick (Albumtrack)                                             | S                                        |                                   |
| 2018 | Adesse: Nur Einmal So (Single)                                                          | S                                        |                                   |
| 2018 | Tonbandgerät: Für Die, Die Bleiben (Albumtrack)                                         | S                                        |                                   |
| 2018 | So Viel Zeit (Film): 3 Affen (Soundtrack)                                               | S                                        |                                   |
| 2018 | Adesse: Dakar (Single)                                                                  | S                                        |                                   |
| 2018 | Johannes Oerding: So Schön (Single)                                                     | S, P                                     |                                   |
| 2019 | Adesse: Marty McFly (Albumtrack)                                                        | S                                        |                                   |
| 2019 | Adesse: Geister (Albumtrack)                                                            | S                                        |                                   |
| 2019 | Adesse: Für Immer Jetzt (Albumtrack)                                                    | S                                        |                                   |
| 2019 | Adesse: 2031 (An Henry & Benji) (Albumtrack)                                            | S                                        |                                   |
| 2019 | Jeden Tag Silvester: Mein Wort (Albumtrack)                                             | S                                        |                                   |
| 2019 | Jeden Tag Silvester: Zwischen Den Meeren (Single)                                       | S                                        |                                   |
| 2019 | Jeden Tag Silvester: Blau (Single)                                                      | S                                        |                                   |
| 2019 | Johannes Oerding: An Guten Tagen (Single)                                               | S, P                                     | Gold                              |
| 2019 | Peter Maffay: 1000 Wege (Albumtrack)                                                    | S                                        | Gold (Album: "Jetzt!")            |
| 2019 | Peter Maffay: Größer Als Wir (Albumtrack)                                               | S                                        | Gold (Album: "Jetzt!")            |
| 2019 | Peter Maffay: Alles Von Mir (Albumtrack)                                                | S                                        | Gold (Album: "Jetzt!")            |
| 2019 | Peter Maffay: Für Immer Jung (Single)                                                   | S                                        | Gold (Album: "Jetzt!")            |
| 2019 | Peter Maffay: Morgen (Single)                                                           | S                                        | Gold (Album: "Jetzt!")            |
| 2019 | Peter Maffay: Jetzt! (Single)                                                           | S                                        | Gold (Album: "Jetzt!")            |
| 2019 | Johannes Oerding: Blinde Passagiere (Single)                                            | P                                        |                                   |
| 2019 | Johannes Oerding: Vielleicht Im Nächsten Leben (Albumtrack)                             | S, P                                     |                                   |
| 2019 | Johannes Oerding: Besser Als Jetzt (Albumtrack)                                         | S, P                                     |                                   |
| 2019 | Johannes Oerding: Anfassen (Albumtrack)                                                 | S, P                                     |                                   |
| 2019 | Johannes Oerding: Unter Einen Hut (Albumtrack)                                          | S, P                                     |                                   |
| 2019 | Johannes Oerding: Anfangen (Albumtrack)                                                 | S, P                                     |                                   |
| 2019 | Johannes Oerding: Konturen (Album)                                                      | P                                        | Platin                            |
| 2019 | Johannes Oerding: Alles Okay (Single)                                                   | S, P                                     |                                   |
| 2020 | Roland Kaiser: Steig Mit Ein (Albumtrack)                                               | S                                        | Platin (Album: „Alles Oder Dich“) |
| 2020 | Roland Kaiser: Lang Nicht Mehr Gemacht (Single)                                         | S                                        | Platin (Album: „Alles Oder Dich“) |
| 2020 | Johannes Oerding & Selig: Sie Zieht Aus (Albumtrack)                                    | P, M                                     |                                   |
| 2020 | RIA: Der Schönste Platz der Erde (Single)                                               | S, P, M                                  |                                   |
| 2020 | Ilse DeLange: Homesick (Single)                                                         | P                                        |                                   |
| 2020 | Johannes Oerding: Anfassen (Single)                                                     | S, P                                     |                                   |
| 2020 | Ilse DeLange: Way Back Home (Single)                                                    | S                                        |                                   |
| 2020 | Ina Müller: Wenn Der Liebe Gott WIll (Single)                                           | S, P, M                                  |                                   |
| 2020 | Ina Müller: Wohnung Gucken (Single)                                                     | S, P, M                                  |                                   |
| 2020 | Johannes Oerding: Konturen (Album Re-Edition)                                           | S, P                                     | Platin                            |
| 2020 | Johannes Oerding: Ketten (Albumtrack)                                                   | S, P                                     |                                   |
| 2020 | Peter Maffay: Für Immer Jung (Fansong) (Single)                                         | S                                        |                                   |
| 2020 | Peter Maffay (feat. Johannes Oerding): Jetzt! (Live in Berlin) (Single)                 | S                                        |                                   |
| 2020 | Ina Müller: Ich Halt Die Luft An (Single)                                               | S, P                                     |                                   |
| 2020 | Ina Müller: 55 (Album)                                                                  | S, P, M                                  | Gold                              |
| 2021 | Ina Müller: Eichhörnchentag (Single)                                                    | S, P                                     |                                   |
| 2021 | Udo Lindenberg: Mittendrin (Single)                                                     | S                                        | Gold (Album: "Udopium")           |
| 2021 | Wincent Weiss & Johannes Oerding: Die Guten Zeiten (Akustik Version) (Single)           | P, M                                     |                                   |
| 2021 | Peter Maffay: So Weit (Album)                                                           | S                                        |                                   |
| 2021 | Johannes Oerding & Sebastian Fitzek: Unter Der Welt (Single)                            | S, P                                     |                                   |
| 2021 | Sebastian Krenz & Johannes Oerding (The Voice Of Germany): What They Call Life (Single) | S, P                                     |                                   |
| 2022 | Johannes Oerding: Plan A (Single)                                                       | S, P                                     |                                   |
| 2022 | Phil Siemers: Marleen (Single)                                                          | S                                        |                                   |
| 2022 | Johannes Oerding: Kaleidoskop (Single)                                                  | S, P                                     |                                   |
| 2022 | Johannes Oerding: Plan A (Album)                                                        | S, P                                     |                                   |
| 2023 | Johannes Oerding: Wicked Game (Albumtrack)                                              | P, M                                     |                                   |
| 2023 | Johannes Oerding: Dafür Dafür (Albumtrack)                                              | S, P                                     |                                   |
| 2023 | Johannes Oerding: Tick Tack (Single)                                                    | S, P                                     |                                   |
| 2023 | Florian Künstler: Pass Auf Dich Auf (Single)                                            | S, P, M                                  |                                   |
| 2023 | Anastacia: Now Or Never (Single)                                                        | S                                        |                                   |
| 2023 | Fargo: Ganz Genau Wir (Single)                                                          | S, P                                     |                                   |
| 2024 | Marianne Rosenberg: Bunter Planet (Albumtrack)                                          | S                                        |                                   |
| 2024 | Peter Maffay: Mein Wort (Single)                                                        | S                                        |                                   |
| 2024 | Fidi Steinbeck: Insel (Single)                                                          | S, P, M                                  |                                   |
| 2024 | Die Fantastischen Vier: Aufhören (Albumtrack)                                           | S, P                                     |                                   |

## Auszeichnungen
- 2009: International Songwriting Competition „Festival 4 Stars“ (UK): „Best R'n'B/Soul Song“
- 2016: Johannes Oerding „Alles Brennt“: PLATIN Platin
- 2016: Giraffenaffen 3 (Johannes & Eckart Strate): GOLD Gold
- 2017: Namika „Nador“: GOLD Gold
- 2018: Johannes Oerding „Kreise“: GOLD Gold
- 2019: Johannes Oerding „Kreise“: PLATIN Platin
- 2020: Johannes Oerding „Konturen“: GOLD Gold
- 2020: Johannes Oerding „An Guten Tagen“: GOLD Gold
- 2020: Roland Kaiser „Alles Oder Dich“: PLATIN Platin
- 2021: Ina Müller „55“: GOLD Gold
- 2022: KRIS feat. Dante Thomas „Diese Tage“: GOLD Gold
- 2022: Johannes Oerding „Konturen“: PLATIN Platin
- 2023: Udo Lindenberg „Udopium“: GOLD Gold